# А пароплави гудуть і йдуть...
«А пароплави гудуть і йдуть…» (рос. «А пароході гудят и уходят…») — радянський художній фільм 1972, знятий на кіностудії «Волгоград-телефільм».

## Сюжет
Історія розгортається на борту одного з пароплавів, що ходив між Волгоградом і Саратовом. Віра, закохана в холодного і замкнутого капітана, який не звертає на неї уваги, готова піти на все, щоб бути разом зі своїм коханим. Ось тільки часто її рішення підводять інших людей. Наприклад, молодого хлопчину Льоньку, який закоханий в неї, вона мало не довела до суду. Однак сама дівчина, здається, не знає, коли потрібно зупинитися, тому залишає пароплав і відправляється за своїм холодним капітаном.

## У ролях
- Сергій Проханов — Льоня Комков
- Антанас Габренас — Овер'ян Степанович
- Галина Комарова — Віра
- Сергій Гурзо — Саня
- Світлана Жгун — Катя
- Валентин Зубков — Гурій Іванович
- Тамара Валасіаді — Марія Гнатівна
- Павло Винник — Сафронич, старпом
- Євгенія Бортко — мати Льоні
- Олексій Свекло — Артур
- Марина Сердюк — сусідка Льоні Комкова

## Знімальна група
- Режисер — Рубен Мурадян
- Сценарист — Євген Шатько
- Оператор — Олександр Панасюк
- Композитор — Едуард Хагагортян